# Rukavesi
Rukavesi är en sjö i Finland. Den är en del av sjön Pielinen och ligger i Joensuu i landskapet Norra Karelen, i den sydöstra delen av landet, 400 km nordost om huvudstaden Helsingfors. Rukavesi ligger 91 meter över havet.